# Millisievert
| Kleinere eenheden | Kleinere eenheden | Kleinere eenheden |
| factor            | naam              | symbool           |
| ----------------- | ----------------- | ----------------- |
| 10−9              | nanosievert       | nSv               |
| 10−6              | microsievert      | μSv               |
| 10−3              | millisievert      | mSv               |
| 1                 | sievert           | Sv                |

De millisievert is een tot het SI behorende afgeleide eenheid van equivalente dosis ioniserende straling. De eenheid heeft het symbool mSv. Een millisievert is gelijk aan 10−3 Sv, ofwel 0,001 sievert.